# Bothriurus buecherli
Espèce
Synonymes
- Bothriurus bucherli San Martín, 1963

Bothriurus buecherli est une espèce de scorpions de la famille des Bothriuridae.

## Distribution
Cette espèce est endémique d'Uruguay.

## Étymologie
Cette espèce est nommée en l'honneur de Wolfgang Bücherl.

## Publication originale
- San Martín, 1963 : Una nueva especie de Bothriurus (Scorpiones, Bothriuridae) del Uruguay. Bulletin du Muséum National d’Histoire Naturelle, vol. 35, no 4, p. 400-418.